# Kafkaesk

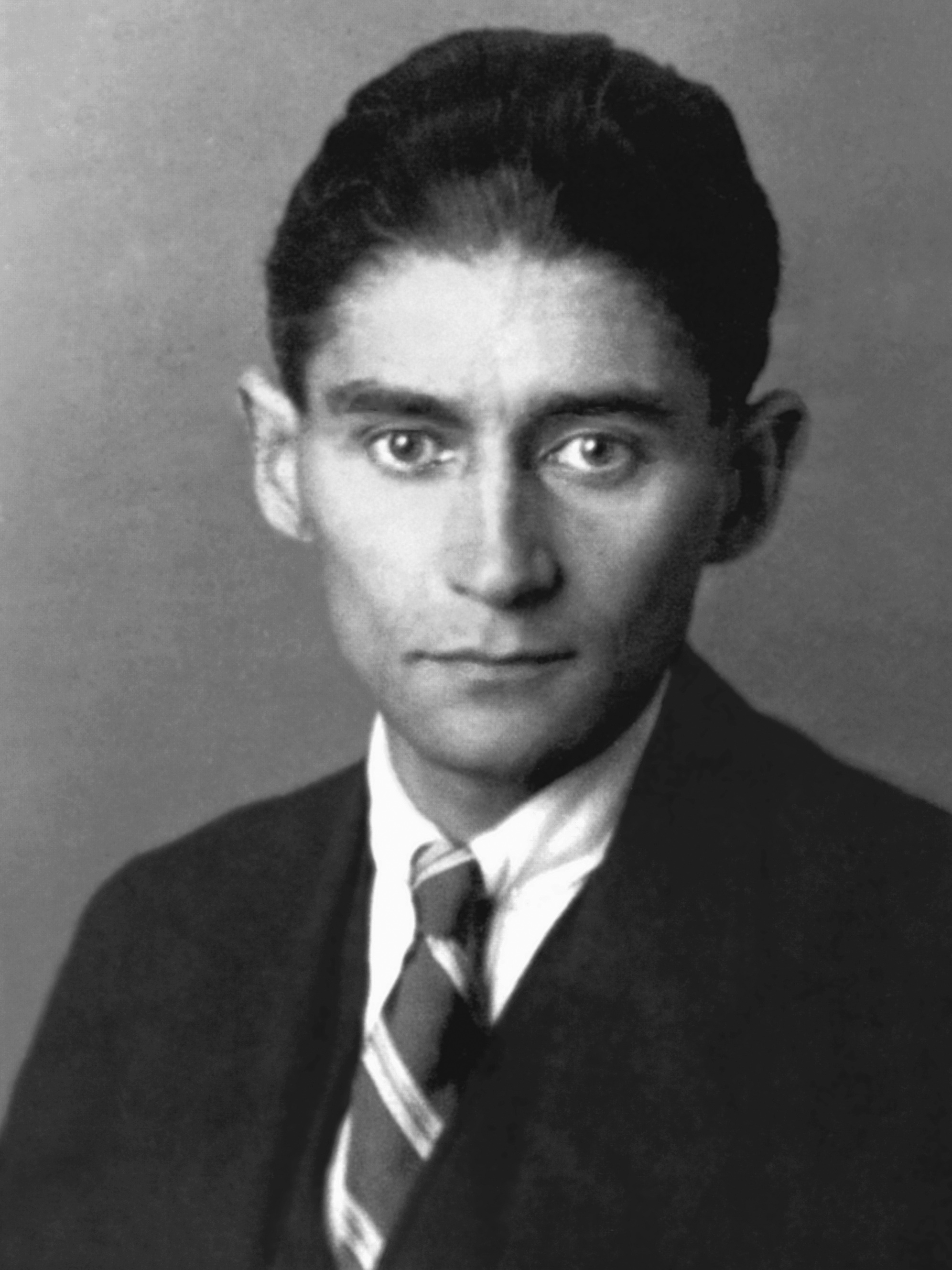
Franz Kafka (1923)

Das Adjektiv kafkaesk, benannt nach dem Schriftsteller Franz Kafka, ist ein bildungssprachlicher Ausdruck, der so viel wie „in der Art der Schilderungen Kafkas, auf rätselhafte Weise unheimlich, bedrohlich“ bedeutet.

## Herkunft und Wortsinn
Das Wort wurde aus dem Englischen übernommen, wo Kafka-esque zuerst im Jahr 1939 nachzuweisen ist. Die älteste Wortbildung dieser Art zu einem Schriftsteller ist dantesk, das bereits im Jahr 1799 belegt ist. Für Kafka ist im Deutschen zunächst das Adjektiv „kafkisch“ nachgewiesen, das angeblich schon bei Kafkas Beisetzungsfeierlichkeiten geprägt und später erst nach und nach durch „kafkaesk“ verdrängt wurde. Der Duden nahm kafkaesk in der 17. Auflage im Jahre 1973 auf. 
Das Adjektiv wurde ursprünglich innerliterarisch zur Bezeichnung literarischer Textmerkmale Kafkas sowie für Ähnlichkeiten und Nachahmungen seiner literarischen Arbeit verwendet. Später wurde es zunehmend für außerliterarische Sachverhalte verwendet und stand für „Situationen und diffuse Erfahrungen der Angst, Unsicherheit und Entfremdung“ sowie des Ausgeliefertseins an anonyme und bürokratische Mächte, der Absurdität, der Ausweg- und Sinnlosigkeit sowie Schuld und innere Verzweiflung. Der Begriff leitet sich aus der Grundstimmung zahlreicher Werke Franz Kafkas ab, in denen die Protagonisten in undurchschaubaren, bedrohlichen Situationen von düsterer Komik bis Tragik agieren, hat aber in der heutigen Verwendung mit seinen Werken nur noch entfernt zu tun. Hans Wellmann und Wolfgang Pöckl vermuten, dass das Wort „kafkaesk“ im Deutschen durch die phonetische Ähnlichkeit zum Adjektiv „grotesk“ gestützt wird, mit dem es assoziativ verknüpft wird.
Der Kafka-Biograph Reiner Stach sagte in einem Interview der FAZ: „Meistens meinen die Leute damit etwas Absurdes und zugleich Unheimliches, meistens geht es um irgendwelche Machtbeziehungen: Wenn diejenigen, die das Zentrum der Macht besetzen, im Dunkeln bleiben, dann hat man das Gefühl, die Situation sei ‚kafkaesk‘ […]. In seinen Romanen ist ja der Gipfel der Pyramide unsichtbar, und in der heutigen Gesellschaft weiß man – trotz der scheinbaren Transparenz – auch nicht so genau, wie es in den obersten Instanzen zugeht. Wir wissen nicht, wo das Machtzentrum liegt, wir wissen nicht einmal, ob es ein solches Zentrum überhaupt gibt. […] Man wüsste gern, wie es dort oben zugeht, aber man lernt allenfalls die Zwischenhändler kennen. Das ist genau wie in Kafkas Process.“